# Ivabradin
Az ivabradin (INN: ivabradine) az állandósult angina pectoris (a szívizom oxigénhiánya okozta mellkasi fájdalom) tüneti kezelésére szolgáló gyógyszer. A pulzusszámot csökkenti, de a két szokásos angina elleni gyógyszercsoporttól (béta-blokkolók, Ca2+-csatorna-blokkolók) eltérő módon, közvetlenül a szív ritmusszabályzójára hatva.

## Hatásmód
Az If ionáramra hat, mely a szinuszcsomó egyik legfontosabb ionárama. Az f betű az angol funny rövidítése: arra utal, hogy felfedezésekor az If minden más, a szervezetben addig ismert feszültségrendszertől eltért. Az If egy vegyes Na+–K+ ioncsatorna, melyet az autonóm idegrendszer szabályoz.
Az ivabradin az adagolástól és a pulzusszámtól függő értékben gátolja a szívritmusszabályzó If-feszültségét, ami csökkenti a hatását, és csökken a pulzus. Ez több időt hagy a szívizom vérellátásának. A pulzusszám csökkenésével a szer hatása is csökken, a növekedéssel a szer hatása is nő.

## Alkalmazás
Állandósult angina pectoris kezelésére szolgál olyan betegeknél, akiknek a szinuszritmusuk normális, és akiknél a bétablokkolók ellenjavalltak. Bétablokkolóval együtt adható olyan betegeknek, akiknek a pulzusszáma meghaladja a 60 ütés/percet (bár a szer 70-es pulzus fölött hatékonyabb), és a bétablokkoló adagja már nem növelhető.
Az anginán kívül off-label módon alkalmazzák az indokolatlan szapora szívverés ellen.

## Ellenjavallatok
Az ivabradin ellenjavallt szinuscsomó-rendellenesség esetén, és a CYP3A4 enzimet gátló szerekkel együtt szedve.

## Mellékhatások
Az ivabradint szedő betegek 14,5%-a számolt be fényfelvillanási jelenségről (foszfén, csillámlás, szikralátás). Ennek oka valószínűleg a retina Ih-csatornájának gátlása, ami a szív If-csatornájához hasonló. Ezek a tünetek enyhék, átmenetiek és teljesen visszafordíthatók. A klinikai próbákon a betegek 1%-a hagyta abba a gyógyszer szedését a jelenség miatt, ami átlagosan a kezelés kezdete után 40 nappal jelentkezett.
Egyéb gyakoribb mellékhatások: bradycardia (lassú szívverés), fejfájás.

## Készítmények
Hidrokloridsó formájában
- Coraxan
- Corlentor
- Procoralan

## Fordítás
- Ez a szócikk részben vagy egészben  az   Ivabradine című angol Wikipédia-szócikk fordításán alapul.  Az eredeti cikk szerkesztőit annak laptörténete sorolja fel. Ez a jelzés csupán a megfogalmazás eredetét és a szerzői jogokat jelzi, nem szolgál a cikkben szereplő információk forrásmegjelöléseként.